# Торрес, Ив
Ив То́ррес Гре́йси (англ. Eve Torres Gracie; род. 21 августа 1984 года) — американская танцовщица, модель, актриса и профессиональный рестлер, получившая известность в федерации рестлинга WWE под именем Ив Торрес или просто Ив.
Торрес начала свою карьеру как модель и танцовщица. Вначале она танцевала во время матчей Летней профессиональной лиги Южной Калифорнии, а в сезоне 2006/07 в составе группы поддержки Spirit Dance Team команды Национальной баскетбольной ассоциации «Лос-Анджелес Клипперс». В это же время Торрес также участвовала в телевизионных шоу, таких как Show Me The Money, Sunset Tan и Deal or No Deal.
В 2007 году она приняла участие в программе WWE по поиску новых талантов «Поиск Див WWE», в которой одержала победу и заключила контракт с компанией. Первоначально она брала интервью у рестлеров, а также участвовала в соревнованиях, не связанных с рестлингом, таких как танцевальные конкурсы и соревнования в бикини. Начиная с 2009 года Торрес стала выходить на ринг уже как рестлер и стала враждовать с Мишель Маккул, Лейлой и Натальей. Она также стала менеджером группировки Cryme Tyme. В конце 2009 года, в результате драфта, она перешла на бренд Raw, где стала менеджером Криса Мастерса, а в апреле 2010 года выиграла свой первый чемпионский титул, который удерживала 69 дней. В конце 2010 года она исполняла роль валета R-Truth, а в январе 2011 года на Королевской битве завоевала свой второй титул чемпионки див, который удерживала до апреля 2011 года. В 2012 году Торрес занимала должность исполняющего администратора Raw и WWE SmackDown, а позже ассистента генерального менеджера SmackDown. На шоу Night of Champions Ив в третий раз в карьере завоевала титул чемпионки див WWE, став первой в истории федерации девушкой, завоёвывавшей этот титул три раза.
В начале 2013 года Ив Торрес покинула WWE и стала работать инструктором по самообороне для женщин. В 2014 году она получила роль в сериале телеканала El Rey Matador.

## Ранние годы
Торрес родилась в Бостоне (штат Массачусетс, США), детство провела в Денвере (штат Колорадо). У неё есть младший брат Phil Torres, который в октябре 2008 года выиграл 100 000 долларов на шоу Are You Smarter Than a 5th Grader?. Торрес училась в университете Южной Калифорнии на полной стипендии. В колледже она была одной из основательниц отделения университетского женского общества Омега Фи Бета в своём кампусе и в течение нескольких лет Ив являлась вице-президентом этого отделения. Так же она была награждена призом за отличную учёбу. В 2006 году Торрес с отличием окончила университет и получила степень в производственном и системном инженерном деле (инженерии).

## Карьера модели и танцовщицы
В университете Южной Калифорнии Торрес являлась одним из лидеров «Летающих девушек университета Южной Калифорнии», организации, посвящённой выражению афроамериканской культуры посредством танца, и создала большую часть их хореографии. В это же время она начала сниматься в рекламе и музыкальных клипах. Ив танцевала во время матчей Летней профессиональной лиги Южной Калифорнии — в то время единственной летней лиги Национальной баскетбольной ассоциации. По окончании обучения она стала заниматься танцами и модельным бизнесом профессионально. В 2005 году Торрес дошла до финала конкурса на попадание в группу поддержки клуба НБА «Лос-Анджелес Клипперс», а уже в следующем году смогла пробиться в состав. Кроме того, она работала танцовщицей в американской телевикторине Show Me The Money.

## Карьера в WWE

### Поиск Див WWE (2007)
Летом 2007 года Ив Торрес приняла участие в программе «Поиск Див WWE». Она была выбрана одной из восьми финалисток, которые будут соревноваться за приз в 250 000 долларов и годовой контракт с WWE. 29 октября 2007 года в Филадельфии, в прямом эфире на шоу Raw, победив ещё одну финалистку — Брук Гилбертсен, Торрес была названа победительницей «Поиска Див WWE — 2007» и стала официальной дивой WWE. После победы в шоу Ив начала тренировки в подготовительном отделении WWE Ohio Valley Wrestling.

### SmackDown (2008—2009)

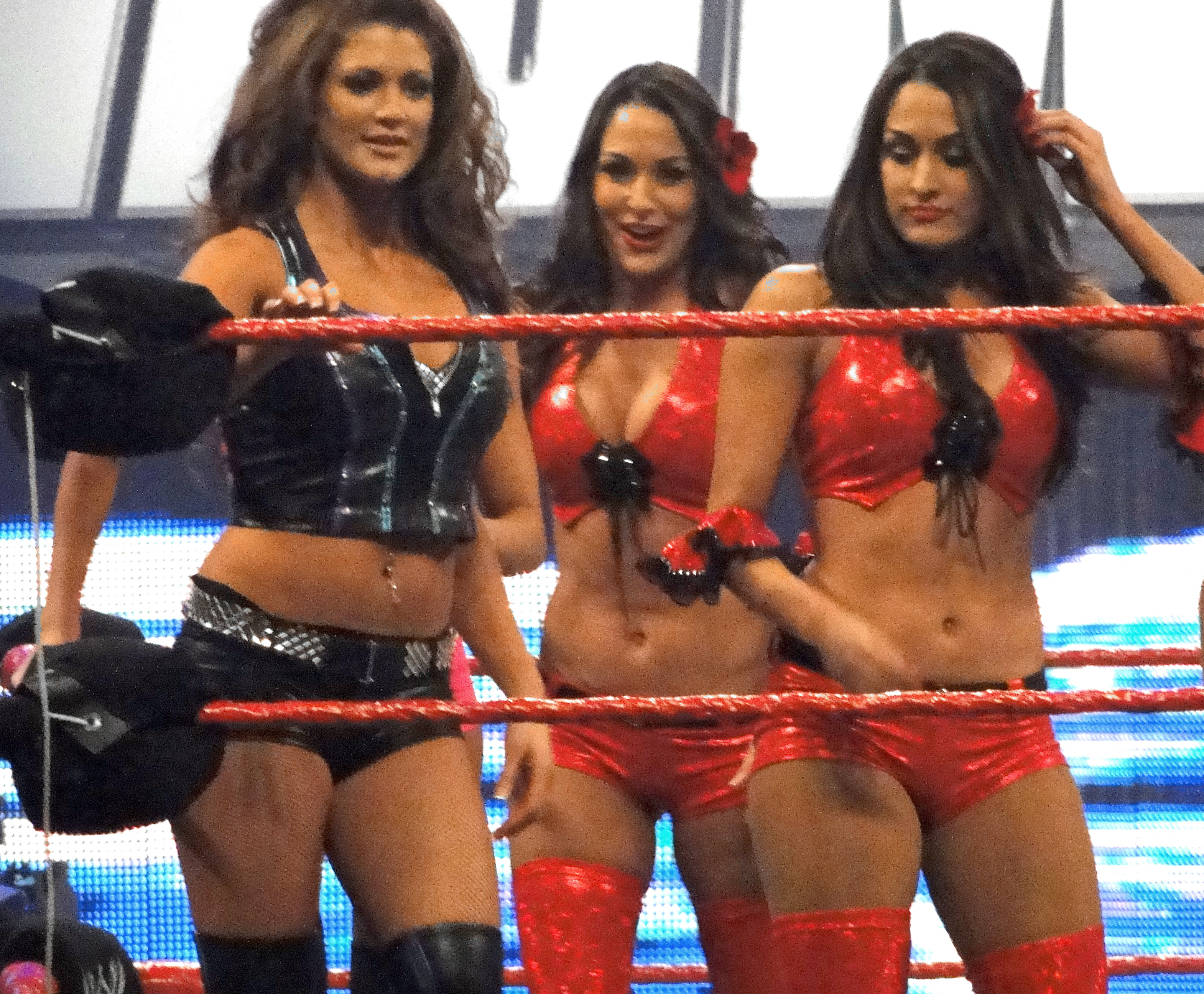
Ив Торрес и Близняшки Белла в 2009 году

11 января 2008 года на SmackDown начали появляться ролики, в которых сообщалось о скором дебюте Ив. Впервые Ив Торрес появилась на шоу SmackDown! 1 февраля 2008 года, где взяла интервью у бывшего чемпиона мира в тяжёлом весе Батисты. На протяжении весны она принимала участие в «Соревновании Див», организованном для определения лучшей дивы бренда SmackDown, которое выиграла Мишель Маккул. На Рестлмании XXIV она появляется в качестве дровосека в матче Марии и Эшли против Бет Финикс и Мелины. До конца года она, в основном, участвовала в подобных конкурсах, включая конкурс костюмов на Хеллоуин 26 октября 2008 года, где она была одета в костюм Рафаэля из мультсериала «Черепашки-ниндзя». 3 ноября 2008 года у Ив произошёл телевизионный дебют на ринге в матче 16-ти див, где её команда проиграла, а Торрес ни разу не передавали права боя.
2 января 2009 года Торрес подверглась нападению Мишель Маккул, таким образом начался первый сюжет, связанный с Ив. 6 февраля у Торрес состоялся первый одиночный матч, в котором она проиграла Мишель Маккул, сдавшись после болевого приёма. Их вражда длилась несколько месяцев, на протяжении которых девушки соревновались как в одиночных, так и командных матчах. В середине 2009 года у Ив началась вражда с Лейлой. Девушки соревновались в танцевальном конкурсе и в армрестлинге, а 29 мая на шоу SmackDown Торрес одержала победу над своей соперницей на ринге. 18 июня она во второй раз одержала победу над Лейлой, после чего девушки пожали друг другу руки.
Во время вражды с Лейлой Ив начала сближаться с командой Cryme Tyme, появляясь с ними во внеринговых сегментах шоу. Она так же в качестве менеджера сопровождала команду во время выходов к рингу и вскоре была втянута во вражду Cryme Tyme с Династией Харт (Девид Харт Смит, Тайсон Кидд и Наталья). Ив и Cryme Tyme участвовали в смешанных командных матчах против Династии Харт, а сама Торрес противостояла Наталье как в одиночных, так и командных (вместе с другими дивами WWE) матчах. Её последний матч в SmackDown прошёл 9 октября, когда она проиграла в одиночном поединке Мишель Маккул.

### Чемпионка див WWE (2009—2011)

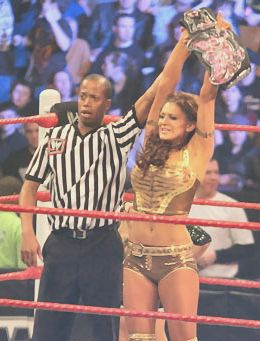
Торрес на Королевской битве после завоевания титула чемпионки див во второй раз

12 октября 2009 года Ив перешла на бренд Raw и уже 2 ноября дебютировала на ринге, приняв участие в королевском бое, в котором победу одержала Алисия Фокс. В декабре 2009 года она становится валетом Криса Мастерса. В январе 2010 года титул чемпиона див WWE стал вакантным и был объявлен турнир для определения нового чемпиона. Ив также приняла участие в турнире, дойдя до полуфинала, где проиграла будущей чемпионке Марис. На Рестлмании XXVI Торрес участвовала в командном матче 10 див, который её команда проиграла. На следующий день на шоу Raw в матче-реванше Ив удалось удержать Марис и принести своей команде победу.
5 апреля Ив стала победительницей королевского боя «Dress to Impress» (рус. Встречают по одёжке) и стала претендентом № 1 на чемпионский титул. Уже на следующей неделе прошёл титульный матч, в котором победу одержала Торрес, и впервые в своей карьере завоевала чемпионский титул. На шоу Over the Limit Ив успешно защитила титул против Марис и удерживала его до июньского pay-per-view шоу Fatal 4-Way, на котором в фатальном четырёхстороннем матче она проиграла чемпионство Алисии Фокс, удержавшей Марис. 5 июля состоялся матч-реванш, однако из-за травмы Фокс поединок был остановлен и выяснение победителя перенесено на шоу Money in the Bank, где Фокс смогла защитить титул. В середине 2010 года Ив также играла роль валета R-Truth.
30 января 2011 года на Королевской битве генеральный менеджер Raw добавил Торрес в трёхсторонний титульный матч, изменив его формат на четырёхсторонний. В матче Ив удержала Лейлу и во второй раз завоевала титул чемпионки див. 14 февраля в матче с дровосеками она успешно защитила титул против Натальи, а 7 марта в матче против Никки Беллы. Ив удерживала чемпионский титул до 11 апреля, когда на шоу Raw она проиграла Бри Белле.
В июне чемпионкой див стала Келли Келли. Девушка сформировала альянс вместе с Ив и та стала сопровождать Келли во время выходов на ринг и поддерживать во время матчей. Девушки начали вражду против группировки Дивы Судьбы (англ. The Divas of Doom, Бет Финикс и Наталья), претендовавших на чемпионский титул. После того, как Финикс одержала победу над Келли и завоевала чемпионство, Ив победила Наталью и получила право на титульный матч против Финикс. Она встретилась с чемпионкой на шоу Vengeance, но ей не удалось одержать победу. 31 октября на Raw Ив становится победительницей королевского боя и получает ещё один шанс побороться за чемпионский титул. На шоу Survivor Series прошёл матч с лесорубами, в котором Финикс вновь сумела защитить титул. Позже Ив описывала этот поединок как свой самый любимый.

### Руководящие должности (2011—2013)
В декабре 2011 года у Ив началась сюжетная линия вместе с Заком Райдером и 26 декабря пара выиграла смешанный командный матч против Натальи и Тайсона Кидда. 9 января 2012 года Торрес согласилась встречаться с Райдером, таким образом началась сюжетная линия об их взаимоотношениях. Она вскоре была вовлечена во вражду между союзником Райдера Джоном Синой и Кейном, который стал нападать на Райдера, а после и на саму Торрес. 6 февраля в матче против Бет Финикс из-за неудачно проведённого приёма последней, Ив сломала нос. На следующей неделе Сина спас Торрес, которую хотел похитить Кейн, за что та, в благодарность, поцеловала его. Райдер стал свидетелем этого поступка, а позже Ив сказала ему, что они могут остаться только друзьями. Начиная с 20 февраля Ив стала отыгрывать роль плохого персонажа — за кулисами она рассказала Близняшкам Белла, что ей никогда не нравился Райдер и она просто использовала его, а также планирует использовать Сину для поднятия своего рейтинга. Впервые в своей новой роли Торрес вышла на ринг 2 марта и в этот день она смогла одержать победу над Натальей. 5 марта на шоу Raw Райдер вступил в спор с Торрес, однако она смогла уговорить его простить её. На Рестлмании XXVIII Ив и Бет Финикс проиграли командный матч Келли Келли и Марии Менунос, а позже в этот же день она сопровождала Райдера во время его выхода на матч Команды Джонни против Команды Тедди, а во время боя отвлекла Райдера, из-за чего он и его команда проиграли.

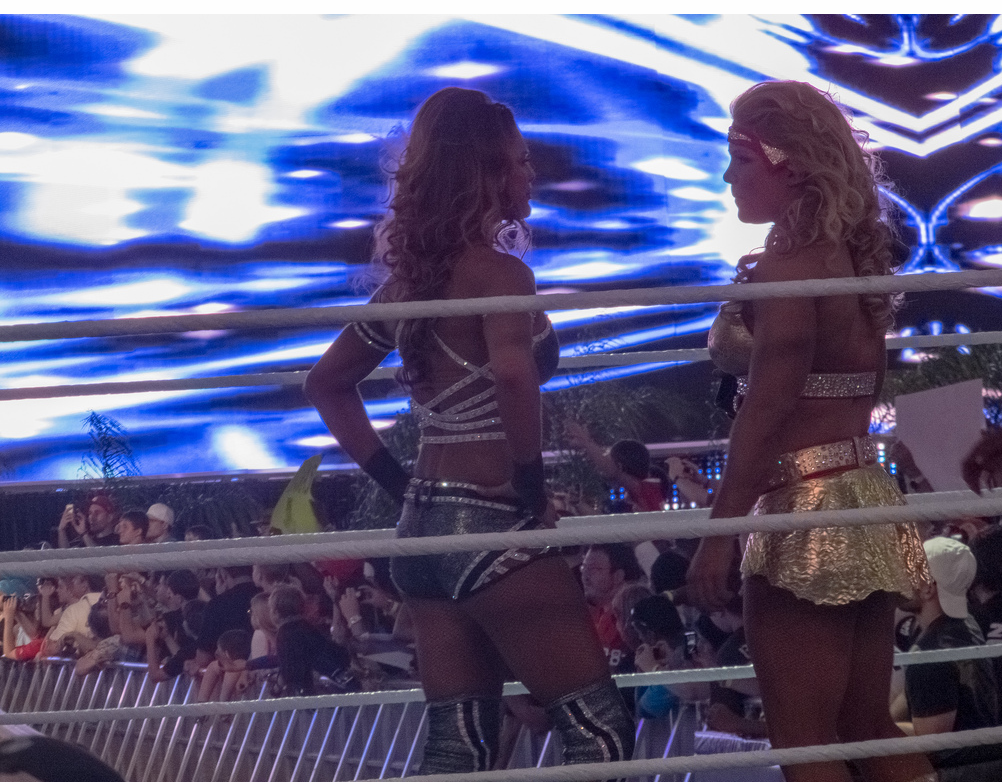
Торрес (слева) и Бет Финикс на Рестлмании XXVIII

За её помощь Джон Лауринайтес назначил Ив исполнительным администратором Raw и SmackDown. 30 апреля она приняла первое решение на новой должности — увольнение Близняшек Белла. Несмотря на административную должность, Торрес продолжала участвовать в поединках в середине 2012 года. 10 августа на шоу SmackDown Ив попросила генерального менеджера SmackDown Букера Ти назначить её своим ассистентом, однако эту должность получила Кейтлин. Она пригрозила Букеру, что расскажет совету директоров о его дискриминационной практике найма сотрудников. В результате, был назначен матч между ней и Кейтлин, который выиграла Торрес за что и получила новую должность.
В августе Торрес кардинально меняет стиль своего поведения — начинает вести себя по-дружески, отходя от своего злого образа. После матча она пожала руку одному из своих соперников — Кейтлин, а также в командных матчах участвовала в одной команде с Лейлой. На pay-per-view Night of Champions Кейтлин подверглась нападению неизвестного, который травмировал девушку. В результате, Ив заменила Кейтлин в матче за титул чемпионки див против Лейлы. В поединке победу одержала Торрес, став первой девушкой в WWE, завоёвывавшей этот титул три раза. После того, как Кейтлин сообщила, что нападение на неё совершила блондинка, Ив обвинила в нападении Бет Финикс. Она отстранила девушку от выступлений на период расследования, однако это решение было отменено Букером Ти, после чего Ив обвинила Тедди Лонга в том, что это он её заставил отстранить Финикс. Позже стало известно, что нападение на Кейтлин совершила Аксана по приказу Торрес. 8 октября на шоу Raw Ив одержала победу над Кейтлин с помощью болевого приёма и сохранила за собой чемпионский титул. После матча Торрес попыталась нанести травму своей сопернице, но была остановлена Лейлой. На следующей неделе она вновь сохранила за собой титул, в этот раз одержав победу над Лейлой. Трёхсторонняя вражда вылилась в матч «Тройная угроза» на pay-per-view Hell in a Cell, на котором Ив удалось сохранить чемпионский титул. После шоу Ив продолжила вражду с девушками, выступая против них в командных матчах с разными напарницами. На Tables, Ladders & Chairs Ив помешала Кейтлин одержать победу в матче первых претендентов, а затем одержала победу над победительницей того поединка, Наоми. В декабре Кейтлин удалось выиграть не титульный поединок против Торрес, а затем, 18 декабря, в титульном матче одолеть свою соперницу по дисквалификации. Однако титул чемпионки див остался у Торрес. 7 января 2013 года в матче-реванше Ив вновь сохранила пояс, одержав победу по отсчёту. 14 января 2013 года на юбилейном Raw, посвящённому двадцатилетию программы, Ив всё-таки уступила чемпионство Кейтлин. Сразу же после проигрыша Ив Торрес покинула WWE.
На самом деле, Торрес попросила об увольнении ещё в декабре 2012 года, чтобы сфокусироваться на работе инструктором по женской самообороне. После увольнения, Ив всего один раз возвращалась в WWE. В декабре 2013 года она вручила награду Слэмми в номинации «Дива года» Близняшкам Белла.

## Стиль и роль в WWE
Торрес попала в основной состав WWE в феврале 2008 года как интервьюер, а позже участвовала в различных конкурсах и соревнованиях. Уже в ноябре она дебютировала на ринге, а в декабре с ней началась первая сюжетная линия. Ив также часто отыгрывала роль валета у таких рестлеров и группировок, как Cryme Tyme, Крис Мастерс, R-Truth и Зак Райдер. Опыт выступлений танцовщицей перед большим количеством зрителей помог Ив участвовать в крупных pay-per-view шоу WWE, таких как Рестлмания, Survivor Series, Королевская битва, а позже и завоевать чемпионский титул. Её актёрские способности проявились в сюжете с Заком Райдером и Джоном Синой в 2012 году, показав её зрителям с другой стороны. Благодаря им она также, согласно сюжету, смогла получить руководящую должность на бренде Raw.

## Другие проекты

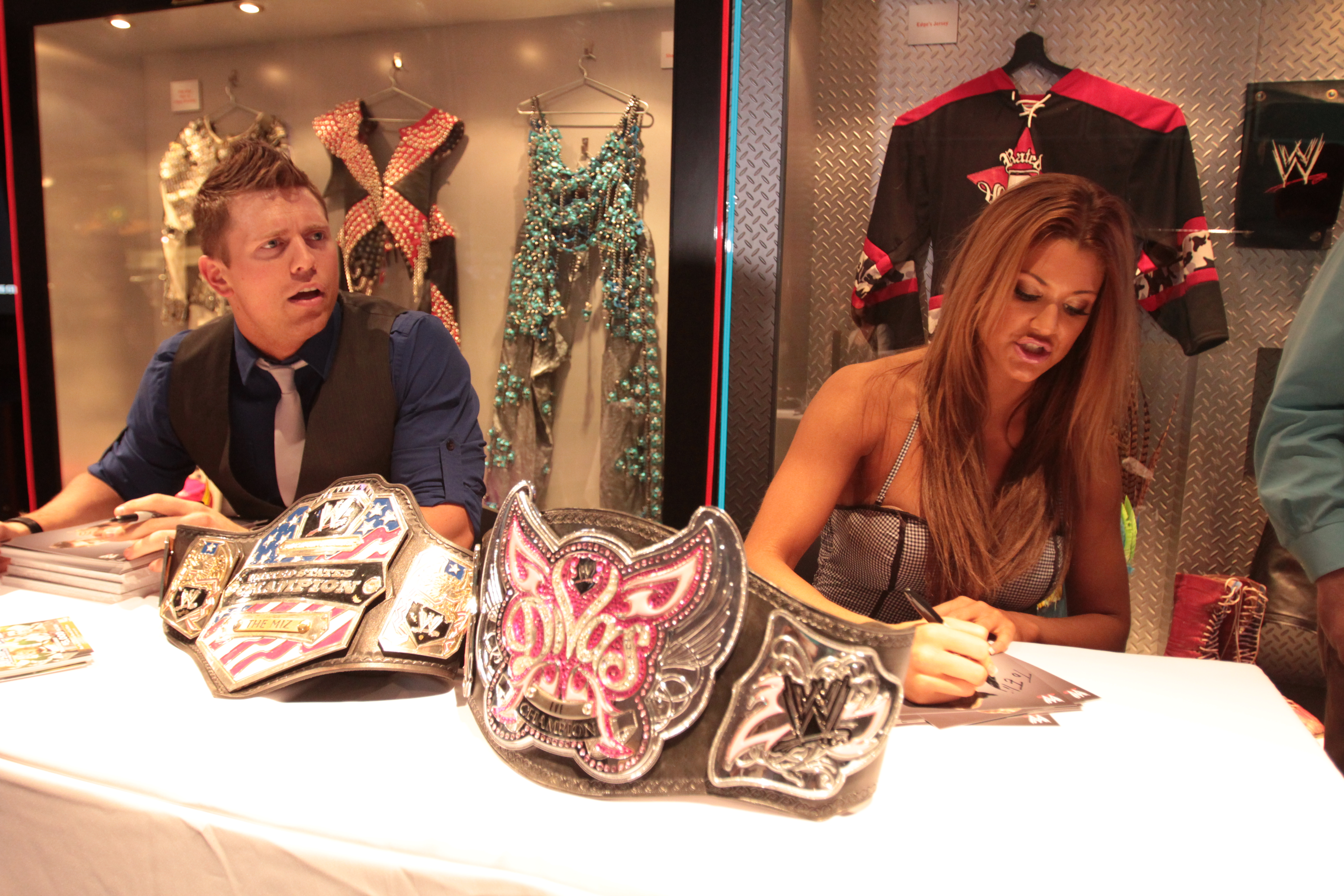
Торрес вместе с Мизом на автограф-сессии в 2010 году

17 августа 2008 года Торрес вместе с Марией и Кэндис Мишель снялась в эпизоде шоу Sunset Tan. 2 октября 2008 года она вместе с Марией появились в специальном эпизоде «Тайны великих магов. По ту сторону фокусов». 3 ноября 2009 года она вместе с Марией и Дольфом Зигглером приняла участие в шоу Deal or No Deal, а 1 июля 2012 года вместе с Келли Келли и Мишель Маккул в шоу Extreme Weight Loss. В 2012 году она снялась в реалити-шоу канала NBC Stars Earn Stripes, в котором 3 сентября одержала победу и получила 150 000 долларов на свои благотворительные проекты. 7 сентября 2012 года Ив дала интервью в программе Attack of the Show! канала G4.
Ив, Марис и Мишель Маккул появились в выпуске американского журнала о бодибилдинге «Muscle & Fitness» за январь 2009 года.
30 апреля 2012 года было объявлено, что Торрес вместе с Мизом и СМ Панком примет участие в проекте WWE Studios и Kare Production Project «Les reines du ring» (рус. Королева ринга).
В середине 2013 года Ив приняла участие в съёмках фильма Scorpion King 4: Quest for Power, выход которого запланирован на январь 2015 года, а в 2014 году она получила роль журналистки в сериале телеканала El Rey Matador.

## Личная жизнь
Помимо танцев, Ив Торрес увлекается аэробикой, бегом и кикбоксингом. Так же, она продемонстрировала на шоу The Best Damn Sports Show Period свою способность собрать кубик Рубика менее, чем за пять минут. Кроме того, она занимается бразильским джиу-джитсу и имеет синий пояс от Академии Джиу-Джитсу Грейси (Торренс, Калифорния).
С 13 апреля 2014 года Ив замужем за мастером бразильского джиу-джитсу Ренером Грейси. В браке у супругов родилось два сына — в сентябре 2015 года и в августе 2018 года.

## В рестлинге

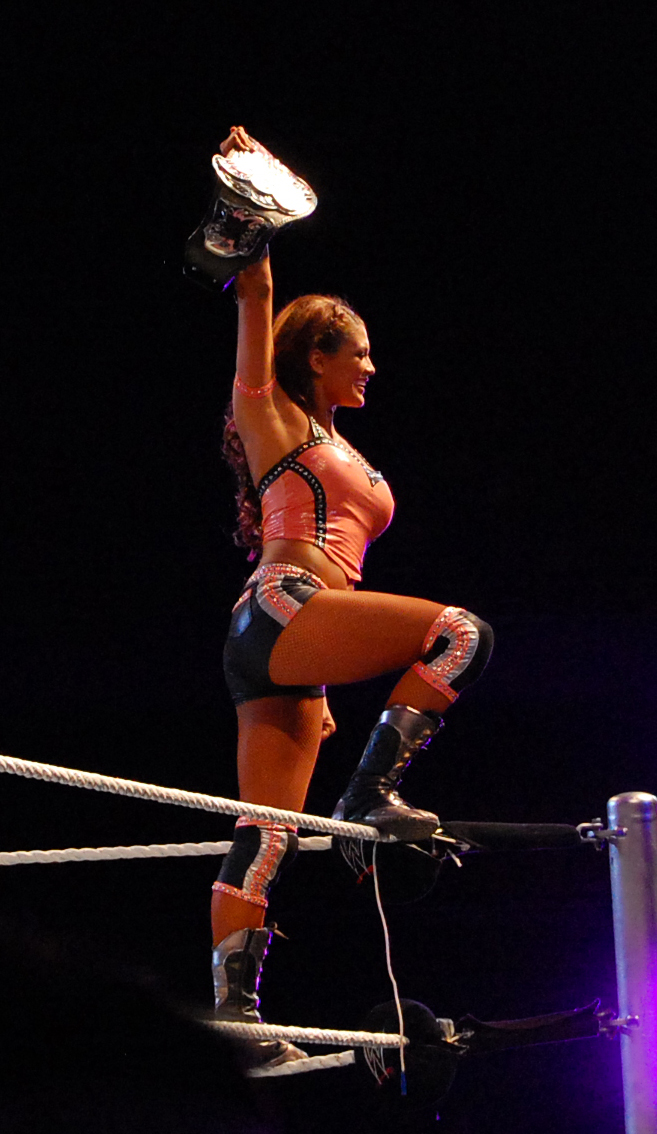
Торрес с титулом чемпионки див в феврале 2011 года

- Завершающие приёмы
  - Фляк с сальто из положения стоя[англ.][29][102] — 2009—2010
  - Сальто[33][103][104]
  - Spinning neckbreaker[англ.][105][106][107]
- Коронные приёмы
  - Cross armbreaker[англ.][19]
  - Fujiwara armbar[англ.][108][109]
  - Enzuigiri[англ.][19][110]
  - Hangman’s choke[англ.][111][112]
  - Schoolgirl roll-up[англ.][41][42][113]
  - Somersault senton[англ.][19][114][115]
  - Сальто из положения стоя[англ.][116][117][118]
  - Straight jacket[англ.][112][119]
  - Swinging neckbreaker[англ.][19]
- Была менеджером рестлеров
  - Cryme Tyme[4][31]
  - Крис Мастерс[38]
  - R-Truth[120]
  - Зак Райдер[121]
- Прозвища
  - «Hoeski»[122]
  - «The Hellacious Heartbreaker»[123]
- Музыкальные темы
  - «She Looks Good» от Джима Джонстона[124]

## Титулы и достижения
- World Wrestling Entertainment

- Чемпион WWE среди Див (3 раза)

- Pro Wrestling Illustrated
  - №5 в списке 50 лучших женщин-рестлеров в 2010 году[125]